# Tómalom
Tómalom ist ein Ortsteil der ungarischen Stadt Sopron, die im Komitat Győr-Moson-Sopron liegt. Tómalom befindet sich ungefähr vier Kilometer nordöstlich des Zentrums von Sopron an zwei Seen. Im Jahr 2022 gab es in Tómalom 565 Wohnungen und 1390 Einwohner. Nördlich befindet sich der Ortsteil Sopronkőhida und westlich der Ortsteil Jánostelep, westlich die Gemeinde Fertőrákos.
Westlich der Ortschaft liegen die beiden Seen Nagy-Tómalom und Kis-Tómalom, südwestlich die Erhebung Tómalmi-halom mit 214 Metern Höhe und die Höhle Zsivány-barlang. An der westlichen Seite des Sees Nagy-Tómalom liegt ein Seebad (Tómalom fürdő). Nordöstlich der Ortschaft am Weg nach Fertőrákos befindet sich ein Aussichtsturm auf dem Berg Kecske-hegy in 221 Meter Höhe.

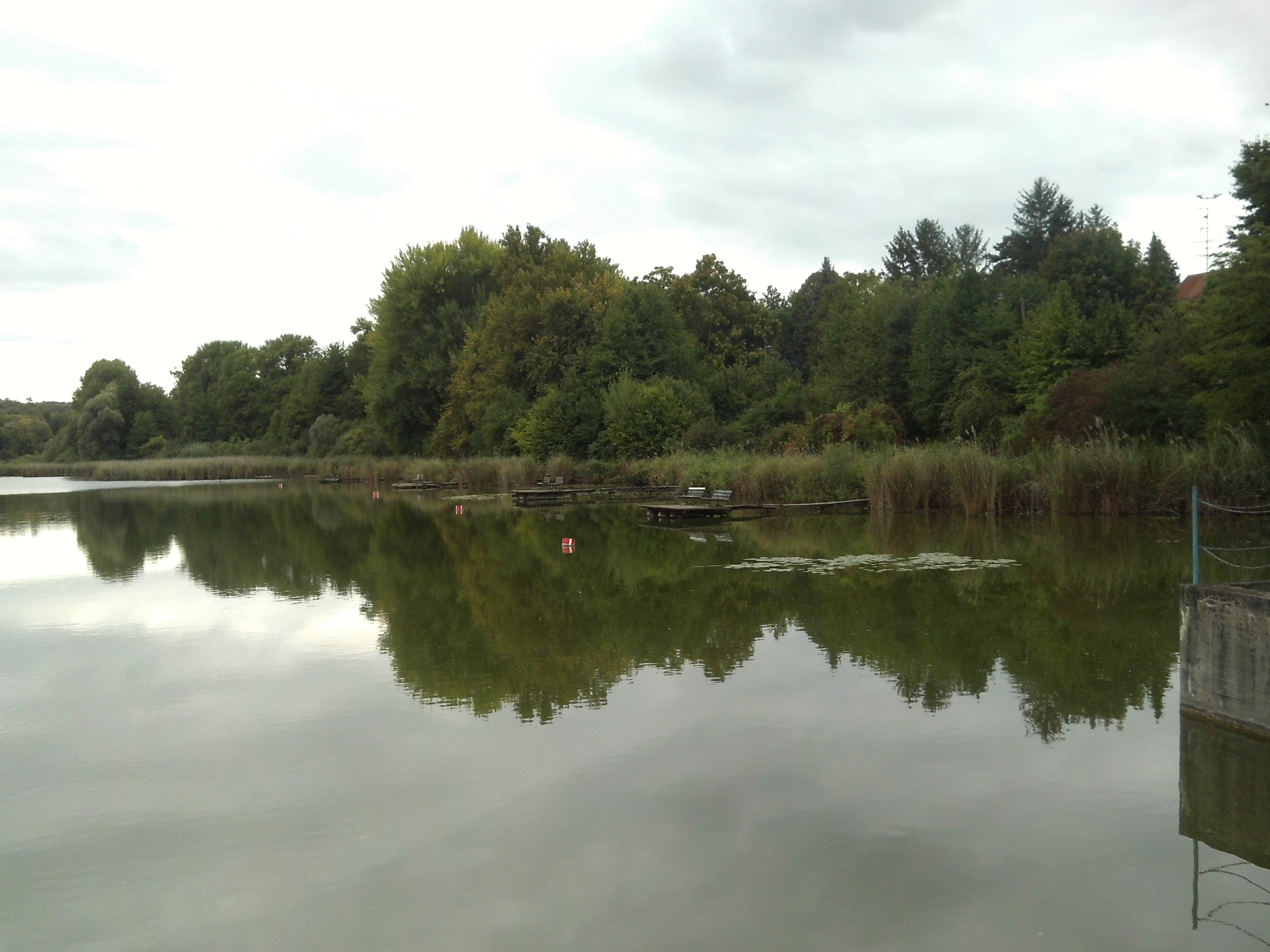
Westseite des Sees Nagy-Tómalom
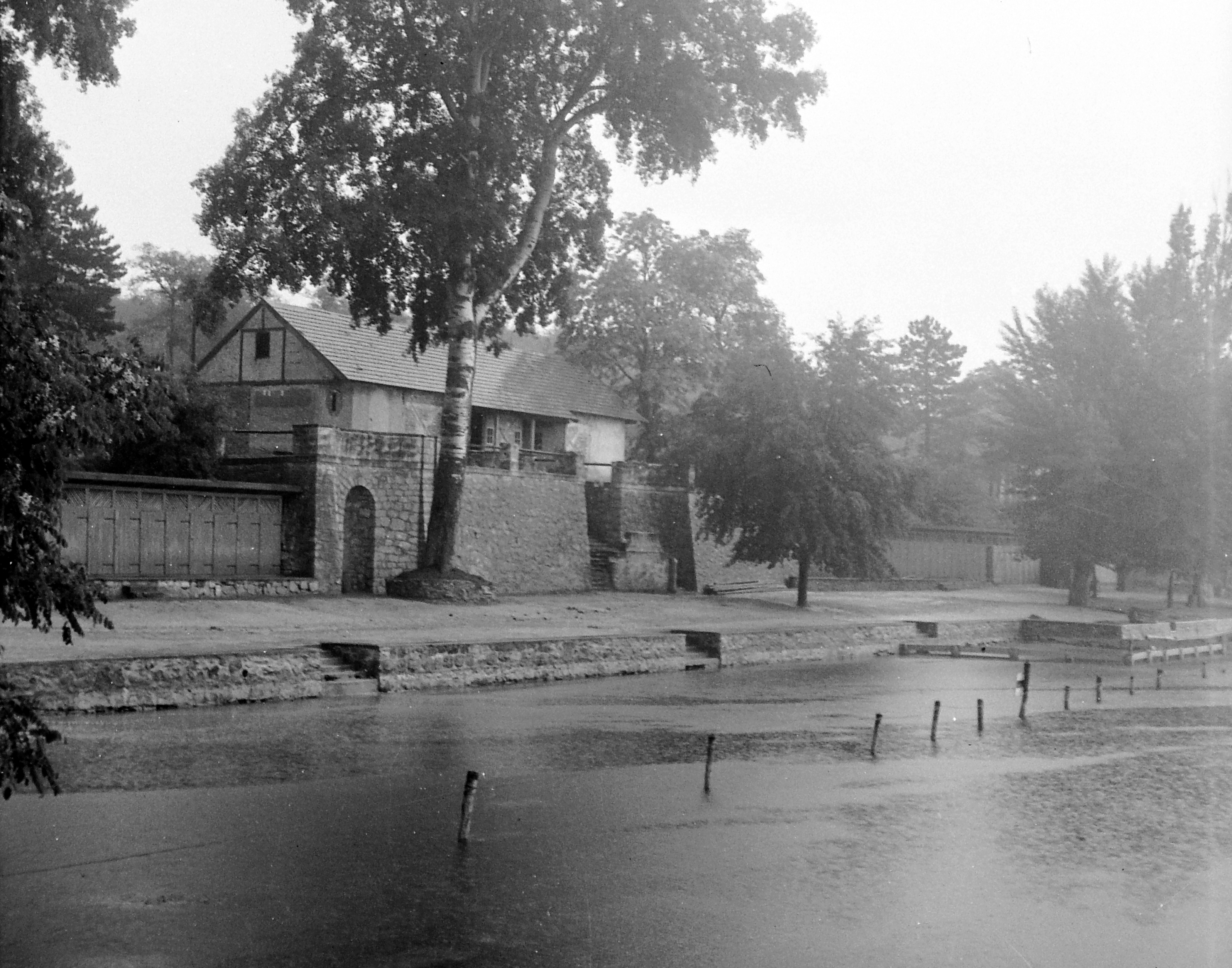
Blick auf das Seebad (1951)
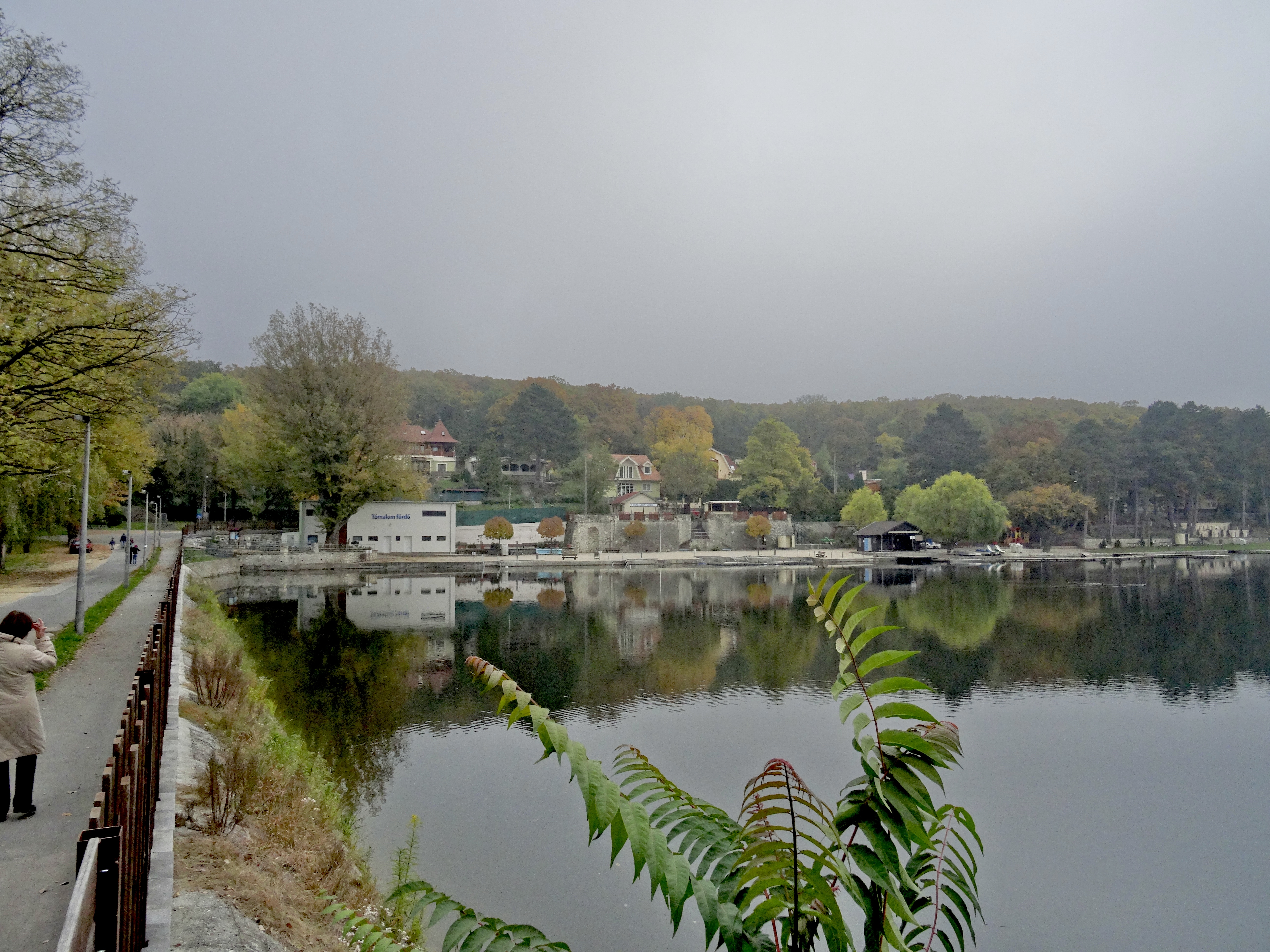
See im Herbst
Liegestühle im Seebad
Aussichtsturm auf dem Berg Kecske-hegy

## Verkehr
Westlich der Siedlung verläuft die Landstraße Nr. 8527. Es bestehen Busverbindungen nach Fertőrákos und Sopron, wo sich der nächstgelegene Bahnhof befindet. Durch Tómalom führt der Fahrradweg B14, der von Sopron über Sankt Margarethen nach Eisenstadt führt. Weiterhin gibt es Fahrradwege nach Fertőrákos und Sopron.